# Can't Stop (canção)
"Can't Stop" é uma canção da banda de rock alternativo Red Hot Chili Peppers do seu álbum By the Way de 2002. É o terceiro single do álbum. Desde seu lançamento, está presente na maioria dos shows da banda.
Esta é uma das poucas músicas em By the Way a ter o som original Chili Peppers com versos com rap. "Can't Stop" é única, no entanto, uma vez que contém camadas de guitarra melódica e lírica e progressões, que trabalhos anteriores da banda não.
Ela  ficou em número um no Billboard Modern Rock Hit, e alcançou a posição # 57 na Billboard Hot 100.  A canção influenciou vários outros gráficos em todo o mundo,  bem como Modern Rock e Mainstream Gráficos Rock, respectivamente.

## Videoclipe
O videclipe foi dirigido por Mark Romanek, mostrando as características individuais de todos os quatro membros da banda fazendo ações  aleatórias, como  a tentativa de equilíbrio baldes sobre a cabeça. Ela começa com uma câmera passando através de um tubo amarelo até chegar em Anthony Kiedis, usando óculos, e é posteriormente seguido pelo quarteto andando em um corredor com luminárias nas costas. A banda se envolve em várias atividades, tais como o uso de uma máscara roxa com rosto de um hipopótamo gigante, brincadeira com bolas de borracha, salto, baldes, garrafas de água, latas de lixo voando pelo ar. A inspiração para o vídeo foi atribuída ao artista austríaco Erwin Wurm.

## Faixas
CD single 1
1. "Can't Stop" – 4:29
2. "If You Have to Ask" (ao vivo)
3. "Christchurch Fireworks Music" (ao vivo) – 5:42

CD single 2
1. "Can't Stop" – 4:29
2. "Right on Time" (ao vivo)
3. "Nothing to Lose" (ao vivo) – 12:58

CD single 3
1. "Can't Stop" – 4:29
2. "Christchurch Fireworks Music" (ao vivo) – 5:42

7" single (2003)
1. "Can't Stop" – 4:29
2. "Christchurch Fireworks Music" (ao vivo) – 5:43